# Ceyzérieu

Ceyzérieu este o comună în departamentul Ain din estul Franței.